# Усман Ходжа
Усманходжа́ Пулатходжа́ев (узб. Usmonxoʻja Poʻlatxoʻjayev / Усмонхўжа Пўлатхўжаев, 1878-1968), также известный как Усма́н Ходжа́ев (узб. Usmon Xoʻjayev / Усмон Хўжаев), а позднее как Усма́н Ходжа́ (узб. Usmon Xoʻja / Усмон Хўжа; перс. عثمان خواجه‎: тур. Osman Hoca) и Осма́н Коджаоглу́ (тур. Osman Kocaoğlu) — узбекский интеллектуал, просветитель, издатель, историк и исследователь, один из лидеров среднеазиатского джадидизма.
Один из отцов-основателей Бухарской народной советской республики (БНСР). С октября 1920 года по декабрь 1921 года работал в высших должностях БНСР, а до этого являлся одним из ключевых участников антимонархической революции в Бухаре, и одним из лидеров политического движения и партии младобухарцев. Впоследствии покинул ряды бухарских революционеров, эмигрировал сначала в Эмират Афганистан, а далее в Турцию. Являлся одним из критиков и противников «советской оккупации Средней Азии», писал и издавал книги и статьи о истории и культуре Туркестана и Средней Азии.

## Биография
Родился в 1878 году в Бухаре — в столице Бухарского эмирата, в состоятельной купеческой семье. Был из известного в Средней Азии рода Ходжа́, который берет свое начало от арабских проповедников ислама в этом регионе. Начальное образование получил в одном из бухарских медресе. Кроме родного, узбекского языка, в совершенстве владел персидским и арабским языком. С 1908 года по 1912 год учился в Стамбуле — в столице Османской империи. Во время пребывания в Стамбуле, в совершенстве выучил турецкий язык. Бывал в Крыму, общался с Исмаилом Гаспринским. В Стамбуле основал общество «Бухара Таъмими Маариф», и стал заниматься привлечением талантливых студентов из Туркестана в Стамбул для учёбы. В 1913 году, после пятилетней учёбы в Стамбуле вернулся в Бухару.
Почти сразу после возвращения в Бухару, стал симпатизировать среднеазиатским джадидистам, и стал членом подпольной джадидистской организации «Тарбияи атфол» (Воспитание юных на персидском языке). Одним из первых джадидистов открыл новометодную школу, где обучали детей только светским наукам. Был сторонником светского государства. Вскоре стал одним из лидеров бухарских джадидистов. Активно сотрудничал с остальными лидерами джадидизма в Эмирате Бухара, в Государстве Хорезм, а также в Туркестанском крае Российской империи. Переписывался и общался с просвещёнными людьми из Османской империи, Имперского Государства Иран и Эмирата Афганистан. Писал статьи для ряда газет, журналов и трактатов джадидистов.

### Начало политической карьеры
Через некоторое время, наряду с большинством джадидистов, стал членом движения младобухарцев, которое являлось национально-демократическим общественно-политическим движением. Вскоре Усман Ходжа был назначен казначеем движения, вошел в состав центрального комитета движения, и стал одним из ключевых членов этого движения. Через некоторое время младобухарцы заключают союз с туркестанскими большевиками, и этот союз воспринимается неоднозначно среди ряда членов младобухарцев. Часть из них выступали против союза с большевиками. Одним из них был Усман Ходжа. Младобухарцы заключили союз с большевиками только ради свержения монархии в Бухарском эмирате. Тогда во главе эмирата был Эмир Сеид Алим-хан. В марте 1918 года неудачно закончилась совместная попытка младобухарцев и большевиков по свержению монархии в Бухарском эмирате. В то время в России была в разгаре масштабная гражданская война. Выражал поддержку Туркестанской автономии, которая была разгромлена в феврале 1918 года большевиками.

### Дальнейшая политическая карьера
После провала попытки революции и государственного переворота в Бухаре, Усман Ходжа фактически покинул ряды младобухарцев эмирата, и переехал в Ташкент. Там он начал общаться с левыми эсерами, и в апреле 1918 года организовал левоэсеровское крыло младобухарцев. В сентябре 1918 года принимал участие в работе в Коммунистической партии Бухары, которая была создана в апреле того же года. В феврале 1920 года Усман Ходжа стал членом Центрального Туркестанского бюро партии младобухарцев-революционеров. Тогда происходила последняя фаза Бухарской революции, и в сентябре 1920 года завершилась так называемая Бухарская операция по свержению монархии в эмирате. Эмир Сеид Алим-хан и часть его приближенных бежали в Эмират Афганистан, и в Бухаре монархия была полностью упразднена.
8 октября 1920 года на территории бывшего эмирата была создана Бухарская Народная Советская Республика (БНСР). Усман Ходжа являлся одним из отцов-основателей БНСР. Он был назначен народным назиром (министром) финансов БНСР. В январе 1921 года он был назначен на пост назира (министра) государственного контроля БНСР. В августе 1921 года, на II съезде Советов БНСР, Усман Ходжаев был избран председателем ЦИК Советов БНСР. Являлся одним из инициаторов и основателей Бухарской Красной армии (БКА). Выступал за самостоятельность БНСР и её руководителей, за самостоятельность Бухарской Красной армии, а также за независимую внутреннюю и внешнюю политику молодой республики. Выступал и принимал меры по выводу Рабоче-крестьянской Красной армии, но в ответ на эти действия нажил себе несколько противников как среди руководителей БНСР, так и среди руководителей РСФСР, которая являлась фактически опекуном БНСР.

### Переход на сторону басмаческого движения
События происходящие в молодой республике беспокоили его. Так как БНСР постепенно превращалась в сателлита РСФСР, и всё больше сближалась с большевиками, а Бухарская коммунистическая партия становилась отделением ВКП(б). В декабре 1921 года Усман Ходжаев по государственным делам был отправлен в восточную часть БНСР, который известен как Восточная Бухара (ныне территория Таджикистана). Будучи первым председателем ЦИК Бухарской республики (фактически — главой республики), воспользовавшись моментом, он перешел на сторону басмаческого движения, так как восточная часть БНСР («Восточная Бухара») не полностью контролировалась Бухарской Красной армией, и там традиционно были сильны позиции лидеров басмаческого движения, так как практически все эти лидеры временно сконцентрировались именно там. Именно в то время на сторону басмачей перешёл известный турецкий политик и военный Энвер-паша со своими приближёнными. Из Османской империи приходила помощь басмаческому движению.
Переход Усмана Ходжаев на сторону противников был воспринят руководством БНСР крайне негативно. После неудачной попытки мятежа против красноармейского гарнизона в Душанбе в январе 1922 года, он бежал в Кабул. Между тем, Усман Ходжаев считал себя легитимным главой БНСР, и 29 апреля 1922 года он посетил с визитом столицу Эмирата Афганистан — Кабул, для подписания договора с Аманулла-ханом, между БНСР и Эмиратом Афганистан о совместной борьбе с большевистской Россией. В Афганистане он пытался закупать оружие у различных стран для армии Бухарской республики и противников большевиков, и в частности контактировал с представителями Британской империи. Через некоторое время он окончательно эмигрировал в Афганистан, и стал одним из лидеров эмигрантов и беженцев из бывшего Бухарского эмирата, БНСР и остальной части Средней Азии.

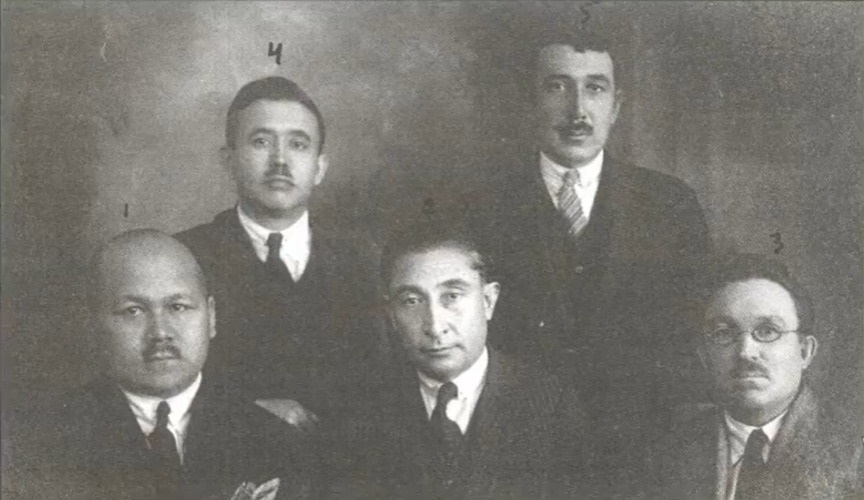
Политические эмигранты в Стамбуле, 1926 г.
Сидят (слева): Мустафа Шокай, Усман Ходжа, Заки Валиди.
Стоят (слева): Абделькадир Инан, Мустафа Шахкули

Через некоторое время переехал в Турцию. Наряду с Заки Валиди Тоганом и Мустафа Чокаевым, Усман Ходжаев был одним из руководителей туркестанской эмиграции в Турции и Европе. В Турции занимался исследованиями истории и культуры Туркестана и Средней Азии в целом. Написал ряд статей, докладов, монографий и книг по истории и культуре Туркестана и Средней Азии. Одним из его известных трудов является книга «Туркестан», написанный в 1936 году. Стал известен в Турции как один из лидеров среднеазиатской или туркестанской общины этой страны, как исследователь этого региона, а также как один из противников и критиков «советской оккупации Средней Азии». Усман Ходжа являлся одним из сооснователей Института исследования тюркской культуры (тур. Türk Kültürünü Araştırma Enstitüsü) в Анкаре, тесно общался с научными кругами Турции и стран Западной Европы. Владел в совершенстве узбекским, персидским, арабским, турецким и русским языками.

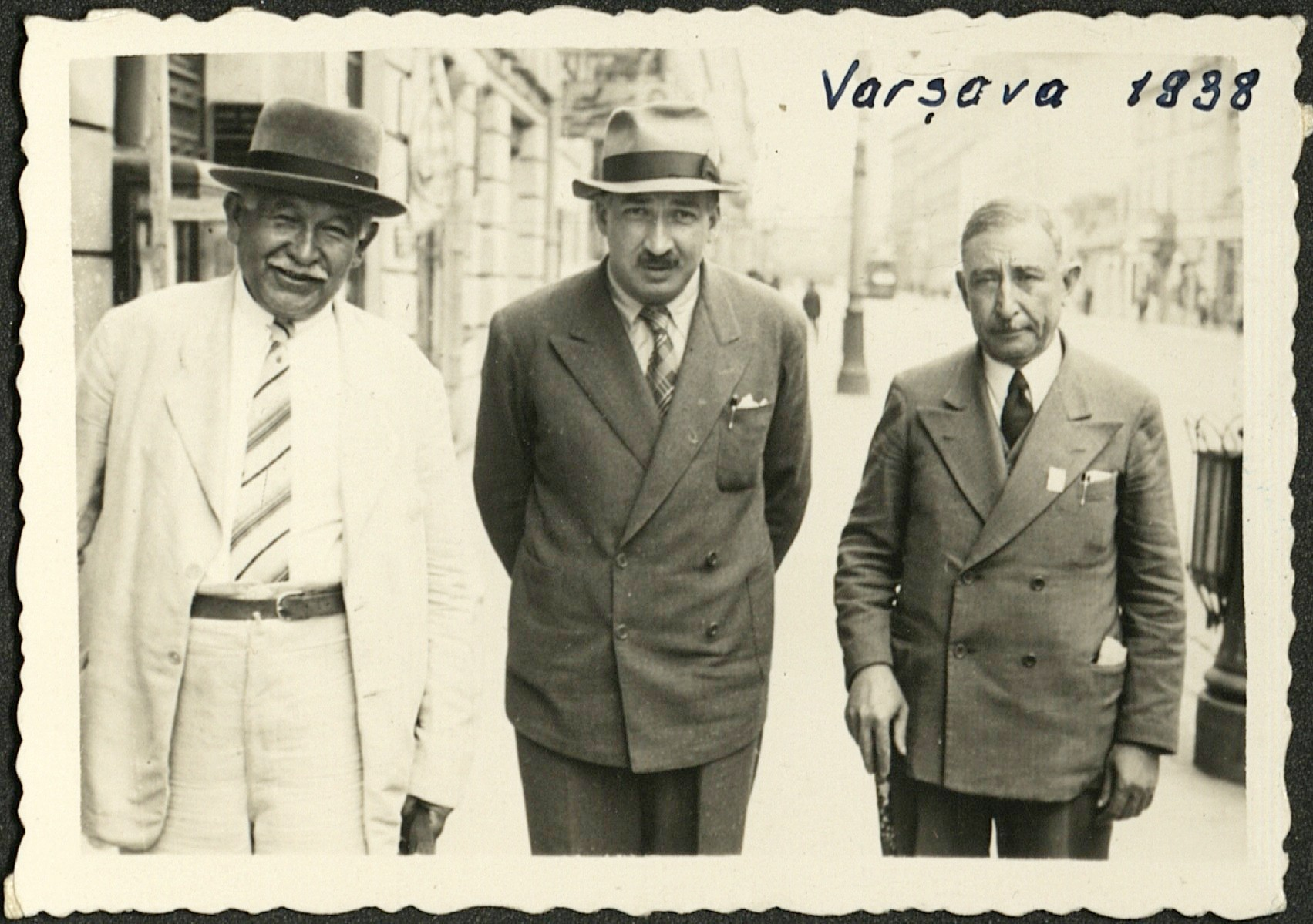
Татарский эмигрант Гаяз Исхаки, северокавказский эмигрант Саид Шамиль и Усман Ходжа в Варшаве. 1938 год

Скончался 28 июля 1968 года в Стамбуле, в 90-летнем возрасте. Похоронен в стамбульском городском районе Ускюдар, в мавзолее «Озбеклер Теккеси». В Турции у него остались дети, многочисленные внуки и правнуки.